# El Ingenio (estación)
El Ingenio es una estación de la Línea 1 del Metro de Panamá, ubicada en la Ciudad de Panamá, entre la estación de Fernández de Córdoba y la estación de 12 de Octubre. Fue inaugurada el 8 de mayo de 2015, siendo la decimotercera estación en inaugurarse. Es la última estación subterránea, antes del ascenso de la línea hacia la estación elevada de 12 de Octubre.
Se ubica en el barrio de El Ingenio, en el cruce de la Vía Simón Bolívar y la Avenida de la Paz. La estación sirve a los corregimientos de Bethania y Pueblo Nuevo.